# Sielsowiet Czaracianka
Sielsowiet Czaracianka (biał. Чарацянскі сельсавет, ros. Черетянский сельсовет) – sielsowiet na Białorusi, w obwodzie homelskim, w rejonie homelskim, z siedzibą w Czaraciance.

## Demografia
Według spisu z 2009 sielsowiet Czaracianka zamieszkiwało 1120 osób, w tym 1044 Białorusinów (93,21%), 61 Rosjan (5,45%), 12 Ukraińców (1,07%), 2 osoby innych narodowości i 1 osoba, która nie podała żadnej narodowości.

## Geografia i transport
Sielsowiet położony jest w południowowschodniej części rejonu homelskiego, nad Cieruchą. Od południa graniczy z Ukrainą.

## Miejscowości
- agromiasteczko:
  - Czaracianka
- wsie:
  - Budziszcza
  - Makauje
  - Prakopauka
  - Zajmiszcza
  - Zalessie
- osiedla:
  - Czaplin
  - Wadapoj